# Jakob Michael Reinhold Lenz

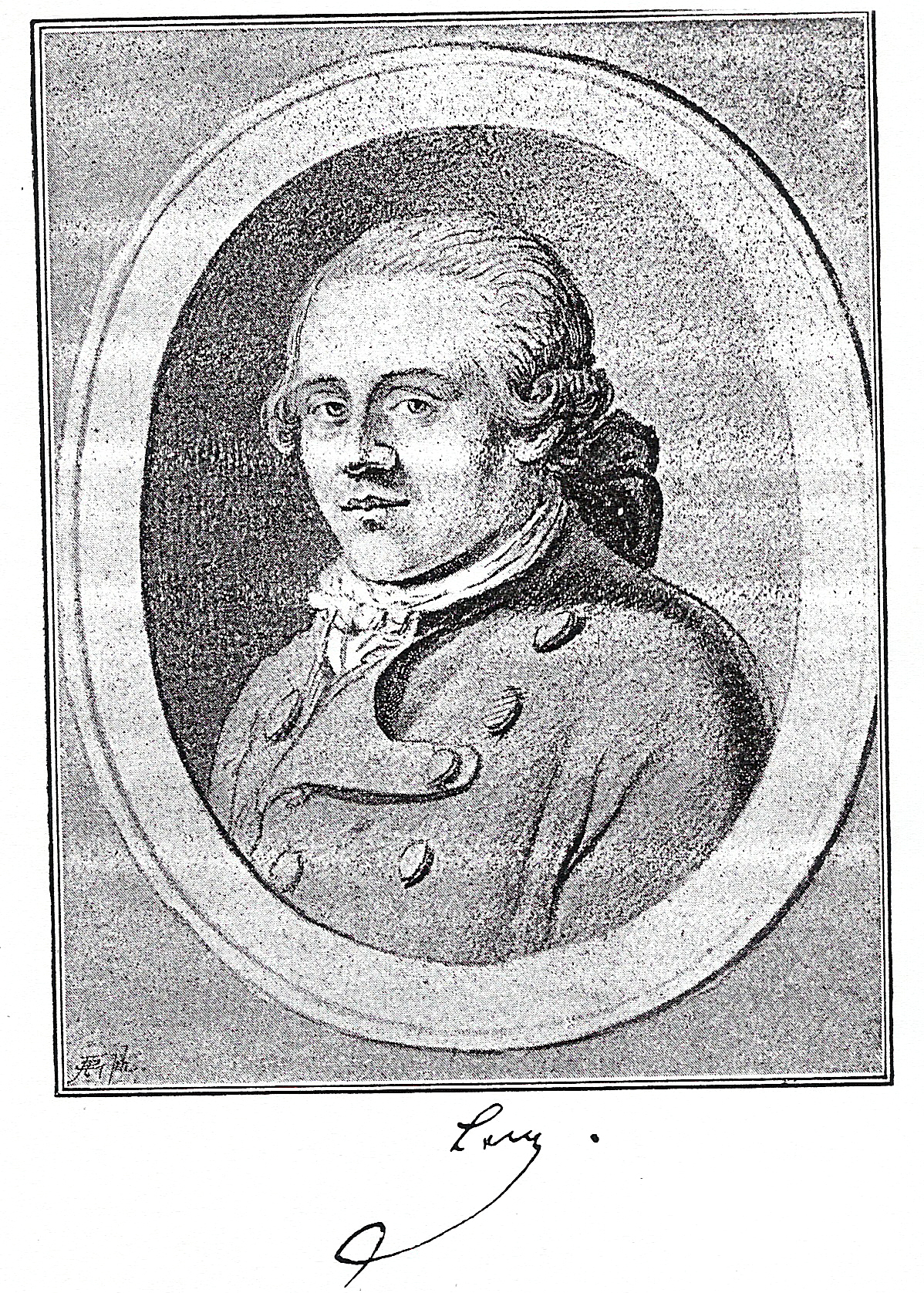
Jakob Michael Reinhold Lenz

Jakob Michael Reinhold Lenz (* 12. Januarjul. / 23. Januar 1751greg. in Seßwegen, Gouvernement Livland, Russisches Kaiserreich; † 24. Maijul. / 4. Juni 1792greg. in Moskau) war ein deutsch-baltischer Schriftsteller des Sturm und Drang.

## Leben
J. M. R. Lenz wurde als Sohn des pietistischen Pfarrers (ab 1779 Generalsuperintendent von Livland) Christian David Lenz und Dorothea, geb. Neoknapp (1721–1778), in Seßwegen, ca. 150 km östlich von Riga, geboren. Als er neun Jahre alt war, zog die Familie nach Dorpat, wo der Vater eine Pfarrstelle erhalten hatte. Ein erstes Gedicht wurde veröffentlicht, als er fünfzehn Jahre alt war. Von 1768 bis 1770 studierte er mit einem Stipendium zunächst in Dorpat und dann an der Albertus-Universität Königsberg Theologie. In Königsberg hörte er auch Vorlesungen von Immanuel Kant, las auf dessen Anregung Jean-Jacques Rousseau, ging seinen literarischen Interessen nach und vernachlässigte die Theologie. Seine erste eigenständige Buchveröffentlichung, das Langgedicht Die Landplagen, erschien 1769.
Nach seinem Studium in Königsberg trat Lenz 1771 in den Dienst der beiden kurländischen Barone und Offiziersanwärter Friedrich Georg und Ernst Nikolaus von Kleist, die in den französischen Militärdienst eintreten wollten, und ging mit ihnen nach Straßburg. Er kam dort in Kontakt zu dem Aktuarius Johann Daniel Salzmann, um den sich der intellektuelle Zirkel der Société de philosophie et de belles lettres gebildet hatte. Auch der junge Johann Wolfgang von Goethe, der sich zu dieser Zeit ebenfalls in Straßburg aufhielt, verkehrte dort. Lenz, Goethe und auch Johann Heinrich Jung-Stilling lernten sich dort kennen. Goethe wurde daraufhin sein künstlerisches Vorbild. Über ihn entstand auch der Kontakt zu Johann Gottfried Herder und Johann Caspar Lavater, mit denen Lenz korrespondierte. Im folgenden Jahr 1772 zog er im Gefolge seiner Dienstherren nacheinander in die Garnisonen von Landau, Fort-Louis und Weißenburg. Er verliebte sich in Friederike Brion (Sesenheimer Lieder), die vormalige Geliebte Goethes, seine Gefühle blieben aber unerwidert. 1773 kehrte Lenz wiederholt nach Straßburg zurück. 1774 gab er seinen Dienst bei den Brüdern Kleist auf, lebte als freier Schriftsteller und verdiente seinen Lebensunterhalt mit privater Lehrtätigkeit. Zu Goethe entwickelten sich nun freundschaftliche Beziehungen, dieser stellte Lenz bei einem Besuch beider in Emmendingen auch seiner Schwester Cornelia und deren Mann Johann Georg Schlosser vor.
Im Dezember 1775 zeigte ihm Luise Koenig einige Briefe, die sie von Henriette Louise de Waldner de Freundstein erhalten hatte. Diese Frau, damals noch unverheiratet, ist besser als Baronin Henriette von Oberkirch bekannt. Lenz verfiel dem Charme von Henriettes Schreibstil. Eine unmögliche Liebe wuchs in ihm, die in zahlreichen Briefen an Johann Caspar Lavater, Sophie von La Roche und Pierre-Louis Roederer belegt ist.
Ende März 1776 folgte Lenz Goethe an den Hof nach Weimar. Auf der Hinreise erfuhr er von der Heirat von Henriette von Waldner mit dem Straßburger Freiherrn Siegfried von Oberkirch. Die Weimarer Hofgesellschaft nahm ihn zunächst freundlich auf. Aber bereits Anfang Dezember wurde er auf Betreiben Goethes wieder ausgewiesen. Der genaue Hintergrund ist nicht überliefert, Goethe, der danach den persönlichen Kontakt (für immer) abbrach, erwähnt in seinem Tagebuch nur vage Lenzens Eseley.
Lenz ging darauf nach Emmendingen, wo er von Cornelia und Johann Georg Schlosser aufgenommen wurde. Von dort unternahm er verschiedene Reisen ins Elsass und in die Schweiz, unter anderem im Mai 1777 zu Lavater nach Zürich. Als er im Juni bei Lavater die Nachricht von Cornelia Schlossers Tod erfuhr, kehrte er nach Emmendingen zurück. Nach einem weiteren längeren Besuch bei Lavater kam es im November bei einem Aufenthalt in Winterthur bei Christoph Kaufmann zu einem Ausbruch seiner psychischen Krankheit, einer wahrscheinlich katatonen Schizophrenie. Kaufmann schickte Lenz schließlich Mitte Januar 1778 zu dem Philanthropen, Sozialreformer und Pfarrer Johann Friedrich Oberlin im elsässischen Waldersbach, wo er sich vom 20. Januar bis 8. Februar aufhielt. Trotz der Fürsorge von Oberlin und seiner Frau verschlimmerte sich Lenz’ geistiger Zustand. Oberlin verfasste über den Aufenthalt von Lenz bei ihm einen Bericht, der wiederum Büchner als Vorlage für seine Novelle Lenz diente. Oberlin ließ Lenz nach Straßburg bringen. Danach ging Lenz wieder zu Schlosser nach Emmendingen und wurde dort bei einem Schuhmacher und einem Förster untergebracht.
Sein jüngerer Bruder Karl holte Lenz im Juni 1779 aus Hertingen, wo dieser bei einem Arzt in Behandlung war, ab und brachte ihn zuerst zu Fuß nach Lübeck und dann per Schiff nach Riga, wo ihr Vater inzwischen zum Superintendenten aufgestiegen war. Seine Mutter war kurz davor gestorben. Lenz konnte in Riga aber beruflich nicht Fuß fassen, auch weil ihn seine eigene Familie, insbesondere der Vater, ablehnte: Der Versuch, Leiter der dortigen Domschule zu werden, scheiterte sicherlich auch, weil Herder ihm ein Empfehlungsschreiben verweigerte. Auch in Sankt Petersburg, wo er sich von Februar bis September 1780 aufhielt, blieb er erfolglos. Er ging darauf als Hofmeister auf ein Gut bei Dorpat. Nach einem weiteren Aufenthalt in Sankt Petersburg im folgenden Jahr reiste Lenz im September 1781 nach Moskau, wo er zunächst bei dem Historiker Friedrich Müller Unterkunft fand und u. a. Russisch lernte. Er arbeitete als Hauslehrer, verkehrte in Kreisen russischer Freimaurer und Schriftsteller, beteiligte sich an der Ausarbeitung verschiedener Reformpläne und übersetzte Bücher zur russischen Geschichte ins Deutsche. Die Übersetzung seiner eigenen Werke ins Russische fand jedoch keinerlei Interesse. Dabei verschlechterte sich sein psychischer Zustand wohl auch wegen seiner hoffnungslosen Situation immer mehr. Zuletzt überlebte er nur durch die Unterstützung russischer Gönner.
Am frühen Morgen des 24. Maijul. / 4. Juni 1792greg. wurde Lenz tot in einer Moskauer Straße aufgefunden. Der Ort seines Grabes ist unbekannt.

## Lenz als literarische Figur
Georg Büchner verarbeitet Lenz’ Besuch bei dem evangelischen Pfarrer Johann Friedrich Oberlin im Steintal (in den Vogesen) zu seiner Novelle Lenz. Lenz hatte Oberlin auf Vorschlag von Kaufmann aufgesucht, da dieser als Seelsorger und Psychologe bekannt war. Oberlins Bericht über die Ereignisse um Lenz in dieser Zeit diente Büchner als Quelle für seine Erzählung. Diese wiederum ist die Vorlage für Wolfgang Rihms Kammeroper Jakob Lenz.
In jüngerer Zeit haben die Schriftsteller Peter Schneider in seiner Erzählung Lenz (1973) und Gert Hofmann mit der Novelle Die Rückkehr des verlorenen J.M.R. Lenz nach Riga (1984) Lenz’ Leben literarisch verarbeitet.
Der Roman Unbekannte Briefe (2017) des Autors Oleg Jurjew enthält als drittes, abschließendes Kapitel einen langen (fiktionalen) Brief Lenzens, den dieser am Tag seines Todes abgefasst haben soll, und den Jurjew in Moskauer Polizeiarchiven gefunden haben will.
Zu erwähnen ist zudem der Roman Der rote Domino aus dem Jahre 2002 von Marc Buhl, der die Freundschaft zwischen Goethe und Lenz und deren abruptes Ende durch Lenzens Eseley als Ausgangspunkt für eine Kriminalgeschichte nutzt.
Der Lenz in der Darstellung von Georg Büchner ist auch Bezugsfigur im Roman Lena in Waldersbach (2012) von Eduard Habsburg.
Lenz ist auch eine Figur in Franz Lehárs Operette Friederike, in der die Beziehung Goethes zu Friederike Brion thematisiert wird.

## Werke (Auswahl)

### Dramen
- Der verwundete Bräutigam (Drama), entstanden 1766
- Der Hofmeister oder Vorteile der Privaterziehung  (Komödie), 1774
- Der neue Menoza oder Geschichte des cumbanischen Prinzen Tandi  (Komödie), 1774
- Die Soldaten (Komödie), 1776
- Henriette von Waldeck oder Die Laube (Fragmente), 1776
- Pandaemonium Germanicum (Eine Skizze), entstanden 1775, posthum veröffentlicht 1819
- Die Freunde machen den Philosophen (Komödie), 1776
- Die beiden Alten (Familiengemälde), 1776
- Der Engländer – Eine dramatische Phantasey, 1777
- Die Sizilianische Vesper (historisches Gemälde), 1782
- Myrsa Polagi oder Die Irrgärten  (Komödie), 1782

### Übersetzungen und Überarbeitungen
- Amor vincit omnia (Übersetzung von Shakespeares Drama Loves Labour’s Lost), 1774
- Coriolan (Übersetzung von Shakespeares Drama Coriolanus), entstanden 1774/75
- Das Väterchen (Lustspiel nach Plautus Asinaria), im Druck 1773/74
- Die Aussteuer (Lustspiel nach Plautus Aulularia), 1774
- Die Entführung (Lustspiel nach Plautus Miles gloriosus), entstanden 1772
- Die Buhlschwester (Lustspiel nach Plautus Truculentus), entstanden 1772
- Die Türkensklavin (Lustspiel nach Plautus Curculio)

### Prosa
- Moralische Bekehrung eines Poeten, entstanden 1775
- Zerbin oder Die neuere Philosophie (Erzählung), 1776
- Der Landprediger (Erzählung), 1777
- Etwas über Philotas Charakter, 1781
- Der Waldbruder ein Pendant zu Werthers Leiden (Fragment eines Briefromans), 1797

### Theoretische Schriften
- Entwurf eines Briefes an einen Freund, der auf Akademieen Theologie studiert, entstanden 1771/72
- Versuch über das erste Principium der Moral, entstanden 1771/72
- Supplement zur Abhandlung vom Baum des Erkenntnisses Gutes und Bösen, entstanden 1771/72, Teildruck 1780
- Über die Natur unsers Geistes, entstanden 1771/73
- Zweierlei über Virgils erste Ekloge, 1773
- Über Götz von Berlichingen, entstanden 1773/75
- Anmerkungen übers Theater nebst angehängten übersetzten Stück Shakespears , 1774
- Briefe über die Moralität der Leiden des jungen Werthers, entstanden 1774/75, galt lange Zeit als verschollen, posthum veröffentlicht 1918
- Verteidigung der Verteidigung des Übersetzers der Lustspiele, entstanden 1774
- Über Ovid, entstanden 1775
- Über die Bearbeitung der deutschen Sprache im Elsaß, Breisgau und den benachbarten Gegenden, entstanden 1775
- Über die Vorzüge der deutschen Sprache, 1775
- Über den Zweck der Neuen Straßburger Gesellschaft, entstanden 1775
- Von Shakespeares Hamlet, entstanden 1775/76
- Über die Soldatenehen, entstanden 1776
- Verteidigung des Herrn W. gegen die Wolken – von dem Verfasser der Wolken, 1776
- Über die Veränderung des Theaters im Shakespeare, 1776
- Das Hochburger Schloß, 1777

## Filme
- George Moorse: Lenz (BRD 1971)
- Jürgen Lodemann: Im Steintal. Über Lenz, Büchner, Oberlin, Goethe, Gott und die Germanisten. (BRD 1982), Dokumentation, 45 Min.
- Egon Günther: Lenz (BRD 1991/92). (u. a. mit Jörg Schüttauf als J.M.R. Lenz und Christian Kuchenbuch als Goethe)[6]
- Thomas Imbach: Lenz (CH 2006)
- Andreas Morell: Lenz (D 2009)

## Nachlass
Schon zu Lebzeiten überlässt Lenz mehrere Manuskripte Goethe, von denen der manche in den Druck gibt. Nach Lenz’ Rückkehr nach Livland im Jahr 1779 verbleibt eine Kiste mit Manuskripten bei Johann Georg Schlosser in Emmendingen. Diese Kiste wird 1784 an Lenz’ Familie nach Riga versandt. Möglicherweise hat die Familie Lenz dann Manuskripte nach Moskau geschickt, wo er damals bereits lebte. Die Familie hat einen weiteren Teil der Manuskripte an Unbekannte weitergegeben. Georg Friedrich Dumpf erhielt nach Lenz’ Tod 1792 die noch vorhandenen Manuskripte.
Lenz’ umfangreicher handschriftlicher Nachlass ist heute auf viele Standorte in Deutschland, Frankreich, der Schweiz, Osteuropa und den USA verteilt. Ein detailliertes Verzeichnis findet sich auf der Homepage des Jakob Lenz Archivs Heidelberg, das sich der wissenschaftlichen Erschließung widmet. Eine historisch-kritische Werkedition steht aus, es sind aber im Laufe der Zeit eine Vielzahl von Werk- und Einzelausgaben erschienen.

## Trivia

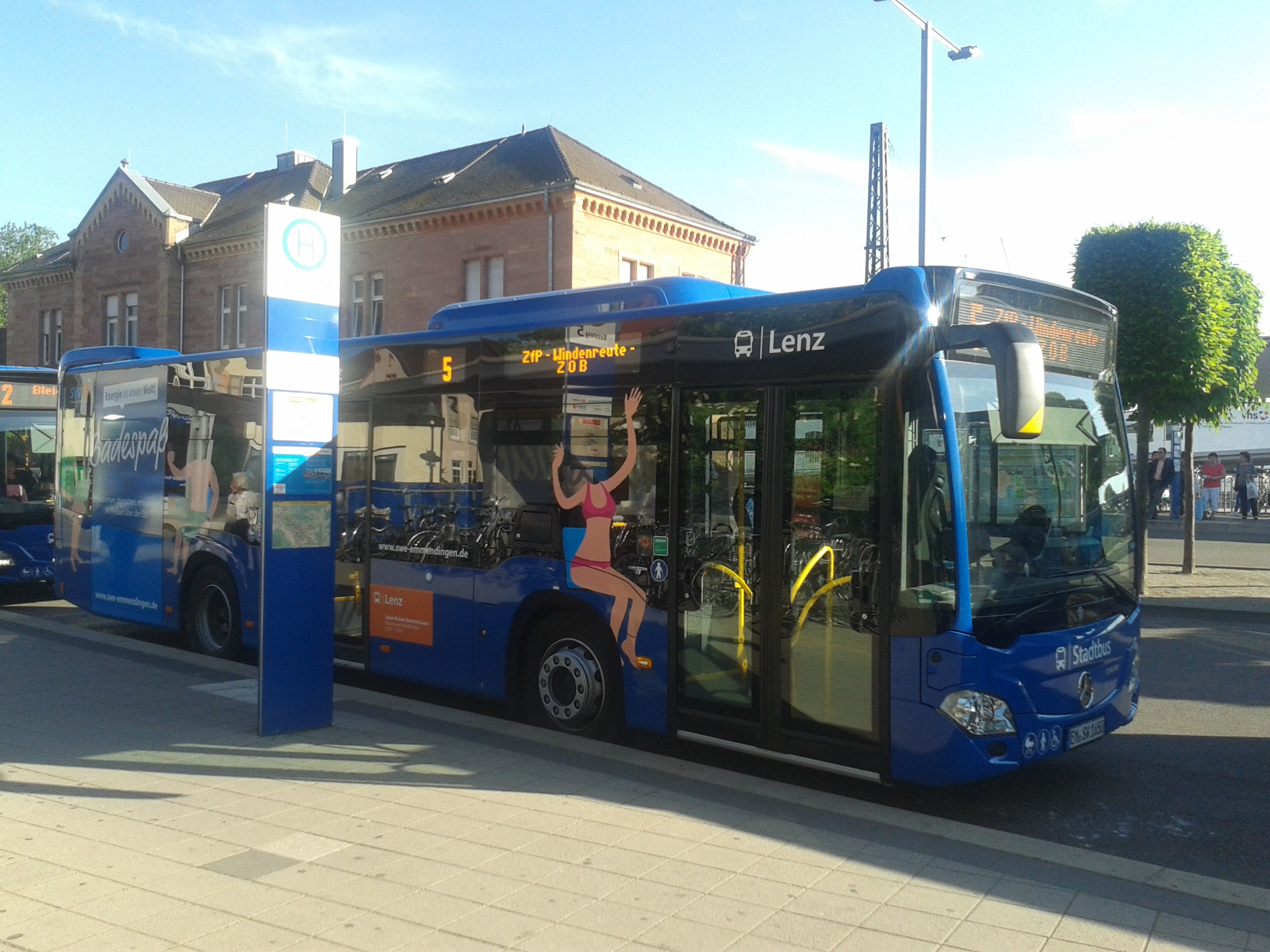
Stadtbus Lenz in Emmendingen

Seit 2010 sind die Stadtbusse in Emmendingen nach bekannten Persönlichkeiten benannt, die in der Stadt geboren wurden bzw. dort vorübergehend lebten und wirkten, unter anderen Cornelia Goethe und Johann Georg Schlosser. Auf der Linie 5, vom Bahnhof über das Zentrum für Psychiatrie Emmendingen und Windenreute zur Hochburg, trägt der Bus den Namen des Dichters Jakob Michael Reinhold Lenz. Der Name ist seitlich am Bus angebracht, ergänzt um die biographische Kurzinformation „Dichter und Schriftsteller (1751–1792)“.